# Петровка (Сынжерейский район)
Петровка (рум. Petrovca) — село в Сынжерейском районе Молдавии. Наряду с сёлами Копачены, Антоновка, Евгеньевка, Гавриловка и Владимировка входит в состав коммуны Копачены.

## География
Село расположено на высоте 114 метров над уровнем моря.

## Население
По данным переписи населения 2004 года, в селе Петровка проживает 364 человека (173 мужчины, 191 женщина).
Этнический состав села:
| Национальность | Число жителей | Процентный состав |
| -------------- | ------------- | ----------------- |
| молдаване      | 342           | 93.96             |
| украинцы       | 18            | 4.95              |
| русские        | 4             | 1.1               |
| Всего          | 364           | 100%              |